# Hallelujah the Hills
Hallelujah the Hills ist eine US-amerikanische Indie-Rock-Band aus Boston, Massachusetts, die 2005 gegründet wurde. Sie wurden vom Boston Phoenix als „eines der wertvollsten Besitztümer des Boston Pop“ bezeichnet und erhielten eine 3-1/2-Sterne-Bewertung für ihr Debüt vom Rolling Stone Magazine. Pitchfork Media lobt ihr „Talent zum Basteln fäustereckender Hymnen mit absurden Wörterhaufen“ (Englischer Originaltext: „knack for crafting fist-pumping anthems from absurdist word clusters“).

## Geschichte
Die Band wurde von Misra Records im Jahr 2006 unter Vertrag genommen und veröffentlichten dort ihre ersten beiden Alben. Sie gingen mit Silver Jews auf Tournee, schrieben einen Song mit Triumph the Insult Comic Dog Co in Zusammenarbeit mit dem Autor Jonathan Lethem, machten gemeinsam mit Titus Andronicus die The-Monitor-Tour und hatten eine Live-Performance, die von Chevy Chase unterbrochen wurde.
Ihr drittes Album No One Knows What Happens Next, was sie mit einem erfolgreichen Kickstarter-Projekt finanzierten, wurde als „ein mutiger Schritt“ nach dem Prefix Magazine und ein „herrliches von Anfang bis Ende durchzuhören“ von The Weekly Dig bewertet.
Im Mai 2013 veröffentlichte die Band eine Sammlung von B-Seiten, Non-Album-Tracks und Raritäten als Portrait of the Artist as a Young Trashcan. In einem aktuellen Profil des Boston Herald wurde die Band für ihre jüngste Wende beim Schreiben hervorgehoben.  It takes genius to write a great song about writing a song. So how is it Hallelujah The Hills has done it twice in two years? (in etwa: Man braucht Genialität dazu, um einen großartigen Song über das Schreiben eines Song zu schreiben. Also, wie ist es Hallelujah The Hills zweimal in zwei Jahren gelungen?).

## Diskografie

### Alben
- 2007: Collective Psychosis Begone (Misra)
- 2009: Colonial Drones (Misra)
- 2012: No One Knows What Happens Next (Discrete Pageantry)
- 2013: Portrait of the Artist as a Young Trashcan (Discrete Pageantry)

### EPs
- 2008: Prepare to Qualify